# Oekraïens-Orthodoxe Kerk
De Oekraïens-Orthodoxe Kerk (Oekraïens: Православна церква України, Pravoslavna tserkva Oekrajiny), ook wel Orthodoxe Kerk van Oekraïne genoemd, of officieel Allerheiligste Kerk van Oekraïne, is de autocefale oosters-orthodoxe kerk van Oekraïne. De kerk is opgericht op 15 december 2018 en werd op 5 januari 2019 officieel erkend als kerkelijk instituut door het Oecumenisch patriarchaat van Constantinopel.
Het hoofd van de Oekraïens-Orthodoxe Kerk is sinds 15 december 2018 de metropoliet Epiphanius, afkomstig uit de Oekraïens-Orthodoxe Kerk patriarchaat van Kiev.
Op 24 mei 2023 besloot de Bisschoppenraad om volledig over te gaan op de Herziene Juliaanse kalender en dat deze overgang zal plaatsvinden op 1 september 2023. Ook werd besloten om de Lokale Raad bijeen te roepen op 27 juli 2023, die uiteindelijk de overgang naar de Herziene Juliaanse kalender zou goedkeuren.

## Geschiedenis

### Orthodoxe kerken in Oekraïne

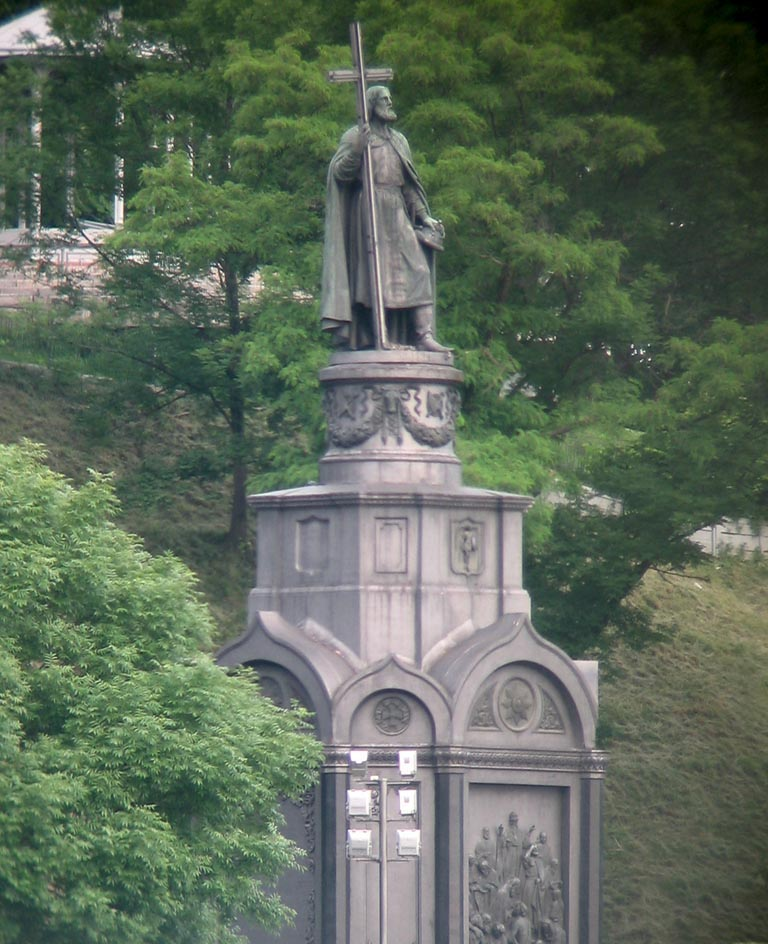
Standbeeld van Vladimir de Heilige in Kiev

In 988 ging het Kievse Rijk onder Vladimir de Heilige tot het orthodoxe christendom over. De kerk viel onder het patriarchaat van Constantinopel. Het patriarchaat van Moskou ontstond in 1586.
In de 13e eeuw viel het Kievse Rijk uiteen. In 1596 werd in de delen van Oekraïne die toen bij het Pools-Litouwse Gemenebest hoorden, een Oekraïense Grieks-Katholieke Kerk gesticht, die zich onder het gezag van de paus in Rome stelde.
In 1795 kwam het noordelijk deel van Oekraïne als gevolg van de derde Poolse deling onder de heerschappij van het Keizerrijk Rusland. De kerken in dat gebied kwamen onder het gezag van het patriarchaat van Moskou. In de delen van Oekraïne die sinds 1686 onder Rusland vielen, was dat al eerder gebeurd.
In 1921 splitste de Oekraïense autocefale Orthodoxe Kerk zich van het Moskouse patriarchaat af.

### De Oekraïense autocefale Orthodoxe Kerk
Nadat op 25 januari 1918 de eerste onafhankelijke Oekraïense staat, de Oekraïense Volksrepubliek, was uitgeroepen, streefden Oekraïense geestelijken naar een autocefale orthodoxe kerk, zoals past bij een onafhankelijk land. De Russisch-Orthodoxe Kerk verklaarde zich in een besluit van september 1918 akkoord met een eigen orthodoxe kerk. De toestand was echter te chaotisch om zo’n kerk van de grond te krijgen. De bolsjewieken, die als overwinnaar uit de burgeroorlog tevoorschijn kwamen, wilden echter de Russisch-Orthodoxe Kerk verzwakken en stonden daarom in eerste instantie welwillend tegenover een aparte Oekraïense kerk.
De eerste autocefale Oekraïense kerk werd in mei 1920 in Kiev opgericht en koos in oktober 1921 Vasyl Lypkivsky tot eerste metropoliet. Omdat hij niet de officiële erkenning van een patriarch had verkregen, werd hij door ‘handoplegging’ gewijd door een groep priesters en leken. Die procedure was niet in overeenstemming met het orthodoxe canoniek recht. De eerste Oekraïense autocefale Orthodoxe Kerk werd dan ook niet erkend door andere orthodoxe kerken. Niettemin waren in het midden van de jaren twintig van de 20e eeuw naar eigen opgaven zes miljoen mensen lid van de kerk, die 1000 parochies met 1500 priesters en 30 bisschoppen telde. De kerk accepteerde de scheiding tussen kerk en staat en hield diensten in het Oekraïens in plaats van het Kerkslavisch. De besluitvorming binnen de kerk werd niet van bovenaf opgelegd, maar was georganiseerd via een systeem van sobors, vergaderingen waaraan geestelijken en leken deelnamen. Voor de samenstelling werden verkiezingen gehouden.
De Sovjetautoriteiten begonnen de kerk, die ze verdachten van sympathie voor een onafhankelijk Oekraïne, steeds meer te wantrouwen. In 1926 werd Lypkivsky gearresteerd en onder huisarrest geplaatst. Het jaar daarop werd hij gedwongen af te treden. In dat jaar had waarnemend patriarch Sergius (later, in de jaren 1943-1944, patriarch) van de Russisch-Orthodoxe Kerk een verklaring doen uitgaan waarin hij de gelovigen opriep zich als loyale Sovjetburgers te gedragen. Daarmee lag de weg open voor verbetering van de betrekkingen tussen de Russisch-Orthodoxe Kerk en de Sovjetstaat. De Oekraïense autocefale Orthodoxe Kerk werd daarvan het slachtoffer. In 1930 dwongen de Sovjetautoriteiten een sobor tot het besluit de kerk op te heffen. In de volgende jaren werden de parochies die trouw bleven aan de kerk gezuiverd. Veel priesters en gelovigen werden geëxecuteerd of naar werkkampen verbannen. De Oekraïense kerk ging op in de Russisch-Orthodoxe Kerk.
De kerk bleef actief onder Oekraïners buiten de Sovjet-Unie. Tijdens de Tweede Wereldoorlog, toen Oekraïne voor het overgrote deel door nazi-Duitsland was bezet, mocht de kerk haar werkzaamheden in Oekraïne hervatten. Daarbij ondervond ze concurrentie van een nieuw opgerichte kerk, de Oekraïense Autonome Orthodoxe Kerk.
Na de oorlog ging de kerk weer in ballingschap. In de aanloop naar de hernieuwde onafhankelijkheid van Oekraïne scheidden enkele parochies in de Oekraïense Socialistische Sovjetrepubliek zich af van de Russisch-Orthodoxe Kerk en sloten zich aan bij de Oekraïense autocefale Orthodoxe Kerk. In 1989 ontstond een formeel verband en in 1990 koos de kerk haar eigen patriarch. De kerk werd echter niet erkend door andere orthodoxe kerken.

### Oekraïens-Orthodoxe Kerk patriarchaat van Kiev

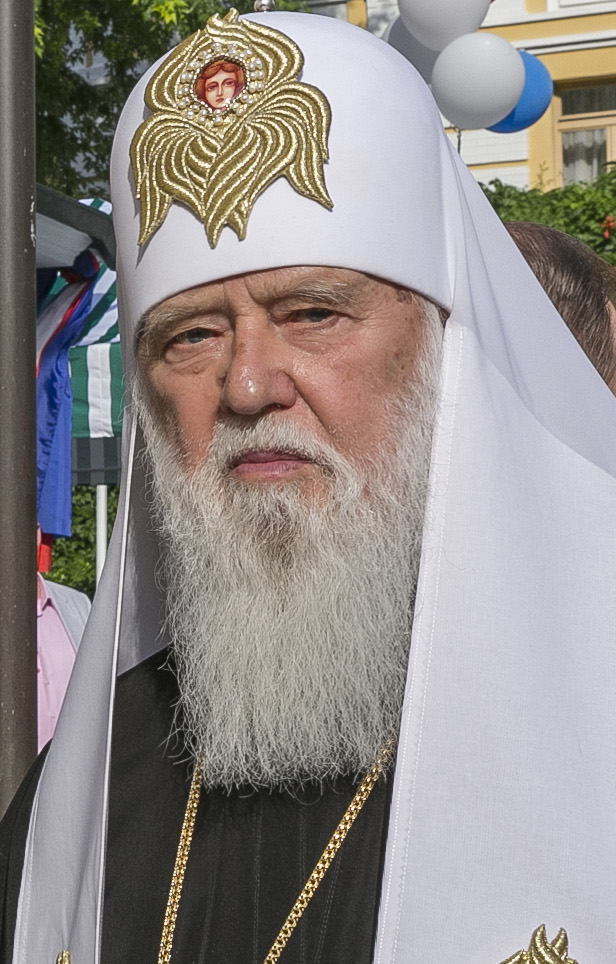
Patriarch Filaret

Al in 1990, toen Oekraïne zich voorbereidde op de onafhankelijkheid, begonnen Oekraïense bisschoppen van de Russisch-Orthodoxe Kerk te ijveren voor een zelfstandiger Oekraïense kerk. De Oekraïense kerk was toen niet meer dan een exarchaat van de Russische kerk. Als antwoord op hun wensen kreeg de Oekraïens-Orthodoxe Kerk patriarchaat van Moskou in dat jaar de status van ‘zelfbesturende kerk’. Het verlangen naar nog meer zelfstandigheid bleef echter.
In april 1992 wees de Russische moederkerk een verzoek van metropoliet Filaret van Kiev om een autocefale status voor de Oekraïens-Orthodoxe Kerk af. Moskou besloot meteen Filaret af te zetten en wees Volodymyr aan als diens opvolger. In juni van dat jaar stichtten Filaret en zijn medestanders de Oekraïens-Orthodoxe Kerk patriarchaat van Kiev. De nieuwe kerk streefde naar een fusie met de Oekraïense autocefale Orthodoxe Kerk, maar die mislukte. In 1995 werd metropoliet Filaret verkozen tot patriarch van de Kievse Oekraïens-Orthodoxe Kerk. In 1997 werd hij door de Russisch-Orthodoxe Kerk in de ban gedaan. De Oekraïens-Orthodoxe Kerk patriarchaat van Kiev is door geen enkele andere orthodoxe kerk erkend.
De kerkscheuring leidde tot vele conflicten tussen de kerk van het patriarchaat van Moskou en die van het patriarchaat van Kiev over het gebruik van kerkgebouwen. Op de Krim wordt de Oekraïens-Orthodoxe Kerk patriarchaat van Kiev sinds de annexatie door Rusland in 2014 zelfs vervolgd. Op 31 augustus 2017 werd de kathedraal van de kerk in Simferopol met instemming van de Russische autoriteiten geplunderd.

### Kerkfusie
Tot in 2018 waren er in Oekraïne dus drie orthodoxe kerken:
- de Oekraïens-Orthodoxe Kerk patriarchaat van Moskou;
- de Oekraïens-Orthodoxe Kerk patriarchaat van Kiev;
- de Oekraïense autocefale Orthodoxe Kerk.

De schattingen van de aantallen gelovigen lopen uiteen:
- Oekraïens-Orthodoxe Kerk patriarchaat van Moskou: 17 tot 21% van de bevolking.
- Oekraïens-Orthodoxe Kerk patriarchaat van Kiev: 25 tot 44% van de bevolking. De kerk is vooral sterk vertegenwoordigd in het westelijk deel van het land.
- Oekraïense autocefale Orthodoxe Kerk: 0,8 tot 2,4% van de bevolking. De kerk is vooral sterk vertegenwoordigd in het midden van het land.

Volgens schattingen had Oekraïne in 2017 42,5 miljoen inwoners.
De Oekraïense president Petro Porosjenko pleitte in mei 2016 voor samengaan tot één autocefale orthodoxe kerk. Patriarch Filaret van de Oekraïens-Orthodoxe Kerk patriarchaat van Kiev zette zich toen al vele jaren in voor erkenning van zijn kerk door het Oecumenisch patriarchaat van Constantinopel én voor een fusie met de Oekraïense autocefale Orthodoxe Kerk.
Bij een enquête door het Oekraïense Razoemkov-Centrum in oktober 2018 was 35,4 procent van de burgers van het land voor één van Rusland onafhankelijke Oekraïense kerk. 19,2 procent was tegen en 33,5 procent maakte het niet uit. In Oost-Oekraïne, waar het aantal etnische Russen veel hoger ligt dan in de rest van het land, ligt het aantal voorstanders van een onafhankelijke kerk aanzienlijk lager.
In oktober 2018 trok het Oecumenisch Patriarchaat van Constantinopel een besluit uit 1683 in, waarin was bepaald dat Kiev onder het gezag van het patriarchaat van Moskou staat. Het besluit maakte de weg vrij voor een autocefale kerk in Oekraïne. Ook verklaarde het Oecumenisch Patriarchaat dat de ban van Filaret was opgeheven. President Porosjenko juichte het besluit toe als ‘historische beslissing’. Aan de vooravond van het besluit verbrak de Russisch-Orthodoxe Kerk alle banden met het Oecumenisch Patriarchaat van Constantinopel.

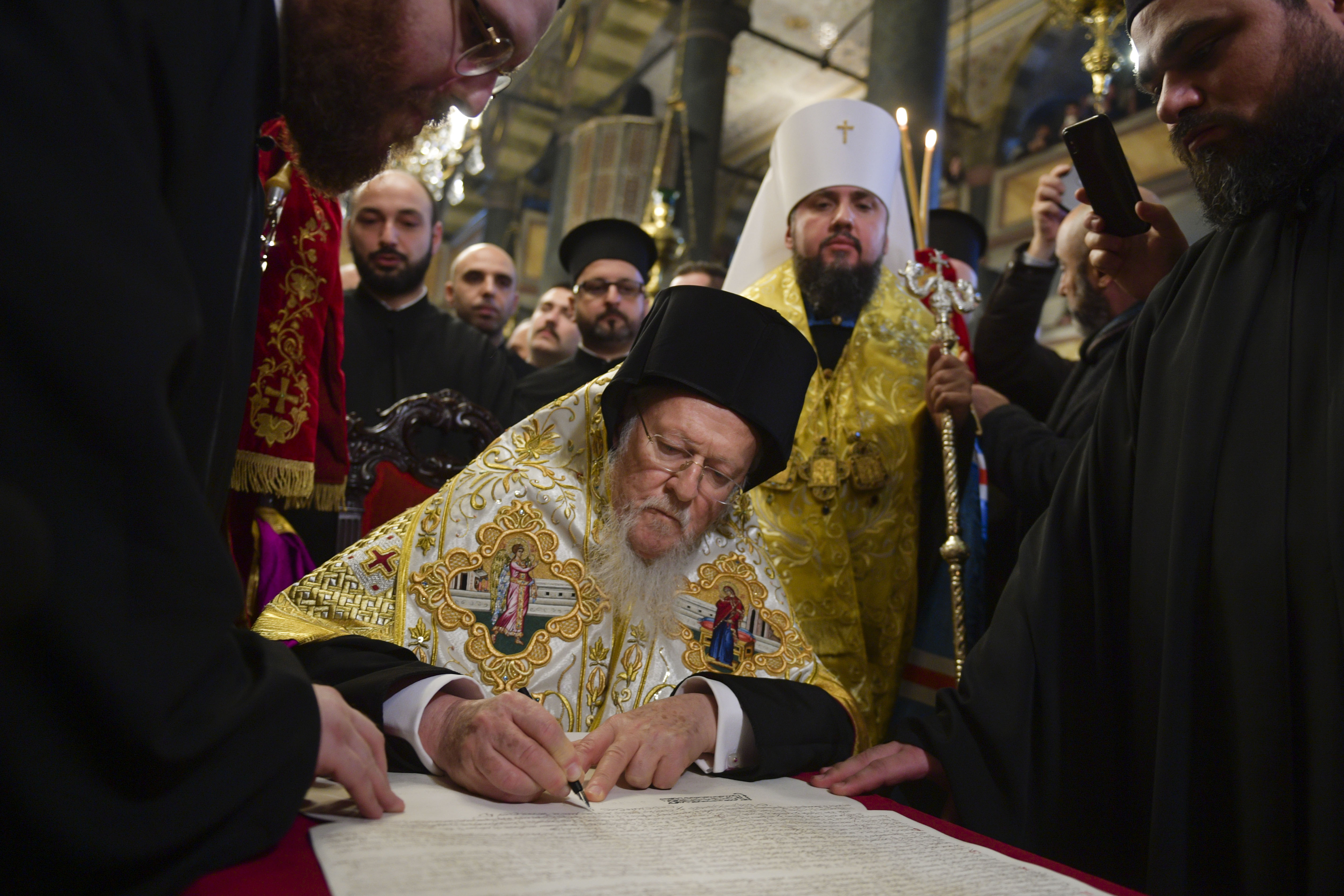
Patriarch Bartholomeus I ondertekent de tomos (het decreet) over de autocefale status van de verenigde Oekraïens-Orthodoxe Kerk.

Op 15 december 2018 besliste een concilie in Kiev, bestaande uit vertegenwoordigers van alle drie de orthodoxe kerken in Oekraïne, tot een fusie. De vertegenwoordigers van de Oekraïens-Orthodoxe Kerk patriarchaat van Kiev en de Oekraïense autocefale Orthodoxe Kerk hadden mandaat namens hun kerk, de twee aanwezige bisschoppen van de Oekraïens-Orthodoxe Kerk patriarchaat van Moskou (die het concilie officieel boycotte) hadden geen mandaat. Als hoofd van de nieuwe Oekraïens-Orthodoxe Kerk werd de 39-jarige Epiphanius verkozen, voorheen metropoliet van Perejaslav-Chmelnytsky en Bila Tserkva.
Bij een ceremonie van het Oecumenisch Patriarchaat van Constantinopel in Istanboel op 5 januari 2019 ondertekenden patriarch Bartholomeus I van Constantinopel en metropoliet Epiphanius in aanwezigheid van president Porosjenko een document waarin de autocefale status van de nieuwe kerk werd erkend. De dag daarop reikte patriarch Bartholomeus aan Epiphanius een officiële bevestiging (tomos) van de autocefale status uit.
Het is nog niet duidelijk of er veel gelovigen zullen overstappen van de Oekraïens-Orthodoxe Kerk patriarchaat van Moskou naar de nieuwe kerk en wat de gevolgen zullen zijn voor de verdeling van de kerkgebouwen. De eerste berichten wijzen erop dat er inderdaad overstappers zijn. Op 17 januari 2019 bepaalde het Oekraïense parlement dat de kerk die onder het patriarchaat Moskou wil blijven vallen, in elk geval het woord ‘Russisch’ in haar naam moet opnemen.

## Structuur
Het is nog niet bekend welke gevolgen de nieuwe structuur zal hebben voor de organisatorische indeling van de kerk.

### Diocesen
De Oekraïens-Orthodoxe Kerk patriarchaat van Kiev was in 2018 verdeeld in 35 eparchieën met tezamen 4807 gemeenten. De kerk heeft ook diocesen buiten Oekraïne.
De Oekraïense autocefale Orthodoxe Kerk was in 2018 verdeeld in 14 eparchieën met 1048 gemeenten.

### Kloosters
De Oekraïens-Orthodoxe Kerk patriarchaat van Kiev bezit 74 kloosters, zowel monniken- als nonnenkloosters.

## Erkenning
De Oekraïens-Orthodoxe Kerk patriarchaat van Kiev en de Oekraïense autocefale Orthodoxe Kerk werden door alle andere orthodoxe kerken niet erkend als 'canoniek'. De consequentie was dat de doop, de priesterwijding en andere sacramenten binnen een van die kerken door de meeste orthodoxe kerken niet werden erkend. Leden van een van die kerken mochten ook niet deelnemen aan een eucharistieviering in een andere kerk. De kerken maakten ook geen deel uit van enig samenwerkingsverband met andere (al dan niet orthodoxe) kerken. Na de erkenning door Constantinopel hebben veel andere orthodoxe Kerken hun twijfels geuit over de geldigheid van deze sacramenten bij het nemen/uitstellen van hun beslissing om de nieuwe kerk te erkennen. De geldigheid van de sacramenten bij de Oekraïens-Orthodoxe Kerk patriarchaat van Moskou werd en wordt daarentegen onbetwist erkend; de weigering van het overgrote deel van de bisschoppen die tot deze Kerk behoren om naar de nieuwe Kerk over te stappen speelt een grote rol in de moeilijkheden met erkenning die deze nieuwe kerk nu ervaart.
De nieuwe Oekraïens-Orthodoxe Kerk is nu erkend door één andere autocefale orthodoxe kerk, het Oecumenisch patriarchaat van Constantinopel en daarmee in principe ook door de kerken die onder het gezag van Constantinopel vallen, zoals de Fins-Orthodoxe Kerk. Ze wordt nadrukkelijk niet erkend door de Russisch-Orthodoxe Kerk. De Pools-Orthodoxe Kerk, de Servisch-Orthodoxe Kerk, het Grieks-orthodox patriarchaat van Antiochië en de Orthodoxe Kerk in Amerika steunen de Russische kerk daarin. De Orthodoxe Kerk in de Tsjechische Landen en Slowakije pleit voor een synode van alle orthodoxe kerken om de kwestie-Oekraïne op te lossen en blijft zolang er nog geen beslissing van zo'n synode is achter de Oekraïens-Orthodoxe Kerk patriarchaat van Moskou staan.
De Cypriotisch-Orthodoxe Kerk heeft in februari 2019 verklaard de nieuwe kerk niet te erkennen, onder andere vanwege twijfels over de geldigheid van bisschop- en priesterwijdingen in deze kerk. De Roemeens-Orthodoxe Kerk heeft in februari 2019 tevens verklaard de nieuwe kerk voorlopig niet te erkennen en roept zowel het Patriarchaat van Constantinopel als het Patriarchaat van Moskou ertoe een gezamenlijke oplossing voor de Oekraïense kerkkwestie te vinden. De Albanees-Orthodoxe Kerk heeft zich tevens tegen de erkenning van de nieuwe kerk uitgesproken. Deze drie kerken pleiten tevens voor een synode van alle orthodoxe kerken om een oplossing voor de kwestie-Oekraïne te vinden.
Behalve het Oecumenisch Patriarchaat van Constantinopel heeft nog geen enkele autocefale orthodoxe kerk de nieuwe Oekraïens-Orthodoxe Kerk erkend. De ambtsaanvaarding van Epiphanius werd alleen door vertegenwoordigers van Constantinopel bijgewoond. De Grieks-Orthodoxe Kerk, de Georgisch-Orthodoxe Kerk en de Bulgaars-Orthodoxe Kerk hebben officieel verklaard dat ze de kwestie van erkenning zullen onderzoeken. Op 20 maart 2019 woonde de voorzitter van de Grieks-Orthodoxe Kerk Hiëronimus II een diner ter gelegenheid van een orthodox kerkfeest bij de Russische ambassade in Athene bij, waar hij verklaarde dat de Grieks- en Russisch-orthodoxe kerken verbonden zijn door liefde en wederzijds begrip gebaseerd op het solide fundament van een gezamenlijk geloof.
Intussen was een groot aantal orthodoxe kerken aanwezig bij de viering van het tienjarig jubileum van de ambtsaanvaarding door de Russische patriarch Kirill op 1 februari 2019. Van een isolatie van de Russisch-Orthodoxe Kerk is dus vooralsnog geen sprake.
De Rooms-Katholieke Kerk in Oekraïne, de Oekraïense Grieks-Katholieke Kerk en de Oekraïense moslimgemeenschap hebben de Oekraïens-Orthodoxe Kerk gefeliciteerd met haar oprichting. De kerk heeft ook officiële gelukwensen ontvangen van Canada en de Verenigde Staten. De Georgische president Salome Zoerabisjvili weigerde echter om deze kerk te feliciteren zolang ze niet door de Georgisch-Orthodoxe Kerk wordt erkend. Zeer negatief was de Russische president Vladimir Poetin op een persconferentie in december 2018: ‘Kijk eens hoe ze (de nieuwe Oekraïense kerk) zichzelf afhankelijk maakt van Turkije, het Turkse patriarchaat. Ik denk dat Bartholomeus’ belangrijkste drijfveer en motief is dit gebied onder controle te krijgen en er dan van te gaan profiteren.’